# Umapine, Oregon
Umapine, Oregon (енгл. Umapine) насељено је место без административног статуса у америчкој савезној држави Орегон.

## Демографија
По попису из 2010. године број становника је 315.
| Група             | 2000.    | 2010.       |
| Белци             | 0 (0,0%) | 255 (81,0%) |
| Афроамериканци    | 0 (0,0%) | 0 (0,0%)    |
| Азијати           | 0 (0,0%) | 3 (1,0%)    |
| Хиспаноамериканци | 0 (0,0%) | 45 (14,3%)  |
| Укупно            | 0        | 315         |